# Imprenta en Segovia
La imprenta llegó a Segovia en el año 1472, por lo que está considerada como la primera ciudad española en disponer de este taller. El impresor encargado fue Juan Párix, que fue llamado por el entonces obispo de la diócesis, Juan Arias Dávila para que abasteciese de obras el Estudio General de Segovia que él mismo había fundado años antes.
De esta primera imprenta salieron al menos ocho libros, siendo el primero de ellos el Sinodal de Aguilafuente, que constituye en la actualidad el primer libro impreso español, del que se conserva un ejemplar en la catedral de Segovia. 

## Historia
En el último tercio del siglo XV d. C. la ciudad de Segovia reunía las condiciones propicias para el establecimiento de la imprenta: reinaba Enrique IV, era el centro político del reino, contaba con cierto desarrollo industrial, tenía una Casa de la Moneda entre otros edificios oficiales y sobre todo tenía un obispo muy interesado en los temas humanísticos, don Juan Arias Dávila. Además, en 1466 y a instancias del obispo junto con el favor real, se había creado el Estudio General, un centro de formación para eclesiásticos, que necesitaba ser abastecido de obras para la enseñanza. 
Por ello comisionó en 1469 al deán Juan López para que se trasladase a Roma y realizase las gestiones necesarias para que el tipógrafo Juan Párix se instalase en la ciudad. El primer trabajo de imprenta encargado a Juan Párix fue el Sinodal de Aguilafuente, una recopilación de las actas y documentos resultantes del sínodo provincial celebrado en el municipio de Aguilafuente en 1472. Posteriormente, entre 1474 y 1475, imprimió otros siete libros de carácter jurídico-canónico, aunque existe la posibilidad de que existiese un noveno libro impreso del autor Pedro de Osma pero como era perseguido por la Inquisición es muy posible que su obra fuera quemada en 1475.
Los trabajos de Juan Párix en esta etapa muestran unas características similares a los de las imprentas romanas y los libros conservados en la catedral de Segovia presentan una encuadernación en piel de estilo mudéjar muy interesante. Párix abandonó Segovia en 1475 y un año después ya imprime en Toulouse ciudad donde se instala definitivamente. Tras esta experiencia impresora Segovia tardó casi un siglo en tener otra imprenta.